# Frontière entre le Kazakhstan et le Turkménistan
La frontière entre le Kazakhstan et le Turkménistan s'étend sur 379 km en une courbe qui contourne la dépression inondée de Kara-Bogaz-Gol au Turkménistan. À partir du littoral est de la mer Caspienne, elle se dirige vers l'est jusqu'à la triple frontière entre le Kazakhstan, le Turkménistan et l'Ouzbékistan. Elle sépare l'oblys de Manguistaou à l'extrême sud-ouest du Kazakhstan, de la province de Balkan, au nord-ouest du Turkménistan.